# Льгов (Черниговская область)
Льгов (укр. Льгів) — село Черниговского района Черниговской области Украины. Население 467 человек. Протекает река Ильговка.
Код КОАТУУ: 7425584604. Почтовый индекс: 15553. Телефонный код: +380 462.

## История
В ходе российского вторжения в Украину с 25 февраля по 1 апреля 2022 года было под оккупацией российскими войсками.

## Власть
Орган местного самоуправления — Левковичский сельский совет. Почтовый адрес: 15550, Черниговская обл., Черниговский р-н, с. Левковичи, ул. Первомайская, 7.